# Larry Adler
Lawrence "Larry" Cecil Adler, (10 de Fevereiro de 1914 - 7 de Agosto de 2001), foi um gaitista estadunidense, conhecido como um dos virtuosos da gaita. Conhecido pelo seu trabalho com artistas tais como Sting, George Gershwin, Kate Bush e Ralph Vaughan Williams.

## Biografia
Larry Adler nasceu em Baltimore, Maryland, em uma família judia onde estudou até o segundo grau. Foi autodidata na harmônica, a qual preferia chamar de órgão de boca. Tornou-se profissional aos 14 anos de idade. 
Adler mudou-se para o Reino Unido em 1949, forçado a deixar a América após ter sido acusado de simpatizante do comunismo. Isso causou um desinteresse por ele nos Estados Unidos da América durante os anos 1950; mudou-se para a Grã-Bretanha, onde morou até seus últimos dias.
Além de sua carreira de músico, Adler também participou em diversos filmes. Também foi conhecido como um ótimo escritor, com suas colunas na revista inglesa Private Eye. Larry escreveu uma autobiografia, intitulada It Ain't Necessarily So.
No filme Genevieve de 1953 ganhou uma nomeação ao Óscar pela sua faixa da trilha sonora do mesmo nome. Ele não havia recebido os créditos originalmente por estar na lista-negra do McCarthyism.
Em seu aniversário de 80 anos, juntamente com George Martin, produziu um álbum com músicas de George Gershwin, chamado The Glory of Gershwin, onde Adler e Martin tocaram Rhapsody in Blue.
Ele foi um grande artistas e músico. Gostava de contar piadas em seus concertos, como mostrado em sua visita a Austrália com Issy van Randwyck para promover Glory of Gershwin. Também demonstrava ser um pianista competente, quando abria suas apresentações com Summertime, composição de Gershwin, tocando simultaneamente o piano e a harmônica.
Adler teve quatro filhos, dois netos e dois bisnetos. Ele faleceu no Hospital St Thomas' em Londres, aos 87 anos em 7 de agosto de 2001.